# Лінкоферма
Лінкоферма («лінкфарма», англ. link farm), розм. «лінкосмітники» — так звана «ферма» для розведення посилань. Група вебсайтів, кожен з яких містить посилання на інші сайти в групі; спеціально створюваний сайт (зазвичай — велика кількість сайтів), не несе корисного контенту, мета якого — накрутка індексу цитування третього сайту (сайтів) шляхом розміщення посилань на нього (них).
Роботу «лінкфарми» можна описати так: «Створювалися так звані „лінк-ферми“ ― „ферми посилань“. Створювалися у великій кількості фальшиві сайти, які один на одного посилалися. Так вони підвищували цитованість один одного, а потім посилалися на клієнта, який заплатив, і підвищували цитованість цього клієнта». Звичайно такі дії є методи «чорної» пошукової оптимізації. Деякі посилання таких «ферм» можуть бути встановлені вручну, але як правило, більшість з них створюється автоматично спеціальними програмами та сервісами.
Приблизно з 2013 року дану систему чорної оптимізації Google та інші великі пошуковики вже добре відрізняють і блокують сайти, які брали участь у таких мережах, тим самим не пропускаючи подібні вебсторінки в перші позиції пошукової видачі.
Більш популярним способом накрутки посилальної ваги і забивання кращих позицій видачі згодом стало так зване сателітобудування. Такий спосіб більше стосується «сірої оптимізації». Нерідко сателіти можуть приносити реальну користь, оскільки багато з них створюються на зручних CMS і з використанням передруку реального, іноді корисного контенту.
Іноді для створення подібних сайтів використовувалось сканування книжок, які до цього не були в електронному вигляді в інтернеті. Оптимізатор таким чином отримував унікальний контент, який на момент викладення в мережу ніде більше не зустрічався. Деякий час подібна оптимізація була ефективною і тому популярною. Але згодом, приблизно з 2011 року, пошукові системи дедалі більше уваги приділяли не тільки й не стільки унікальності контенту, скільки зручності його знаходження і тим, чи отримують користувачі інформацію, яку шукають.
Зрідка зустрічалась ситуація, коли унікальна стаття, що з'явилась на непопулярному сайті, відразу ж після появи копіювалась на інший ресурс (зазвичай це відбувалось автоматично) і там індексувалась швидше, аніж на першому сайті. Згодом виросла як швидкість індексації сторінок, так і якість ранжування пошуковими системами, тому подібні ситуації лишились в минулому.  

## Історія
Лінкоферма розвивалася в середовищі пошукової оптимізації в 1999 році переважно в пошуковій машині Inktomi під впливом посилальної популярності. Хоча посилальна популярність, що використовується деякими пошуковими машинами, допомагала встановити порядок ранжування в пошуковій видачі, пошуковик Inktomi підтримував два типи індексації. Результати пошуку складалися з основного індексу з лімітом приблизно зі 100 мільйонів пунктів. Сторінки з кількома вхідними посиланнями постійно випадали з щомісячною бази індексу Inktomi.
Лінкоферми допомагали стабілізувати списки основних бізнес-сайтів, які мали менше природних посилань, ніж решта сайтів, стабільніших ресурсів з індексу Inktomi. Лінкоферми спочатку обмінювалися посиланнями вручну і неформально, а згодом деякі публічні сервіси стали надавати автоматичну реєстрацію, тематизацію і оновлення сторінки посилань користувача сайту.
Коли Google набув популярності, оптимізатори прийшли висновку, що алгоритм ранжування Ґуґла частково залежить від посилального ваги сторінки, названого PageRank. Тобто, чим простіше лічильник якості вхідних посилань («беклінків», від англ. backlink — зворотне посилання), тим точніше алгоритм обчислення PageRank, в якому кілька посилань може бути «видимішими», ніж інші, тому їхня посилальна вага буде вищою. Так лінкоферму було адаптовано для збільшення посилальної маси сторінок PageRank.
Однак і сама лінкоферма чутлива до маніпулювання зловмисних вебмайстрів, які об'єднували свої сервіси для отримання зовнішніх посилальних сторінок, а потім знайшли способи приховувати вихідні посилання або ж уникати відправлення взагалі будь-яких посилань на сайти.
Незабаром стали з'являтися альтернативи лінкоферм, зокрема так звані «пошуковики посилань» (англ. link-finding) — програмне забезпечення, яке розпізнає потенційні взаємовигідні посилання партнерів, виконуючи шаблонні розсилки електронною поштою з пропозиціями обміну посиланнями. Метою ставиться створити каталоги з відповідними посиланнями для сайту, сподіваючись отримати свою посилальну популярність (англ. link popularity) і підняти PageRank.
Пошукові машини розпізнають лінкоферми і виключають такі сторінки з результатів пошуку. Тому цілі доменні імена можуть бути видалені з індексу пошукової машини для запобігання їх впливу на результати пошуку.